# Fenoterol
Fenoterol (łac. Fenoterolum) – organiczny związek chemiczny, lek rozszerzający oskrzela stosowany w leczeniu i zapobieganiu obturacji oskrzeli.
Fenoterol jest wybiórczym agonistą receptorów adrenergicznych β2, wykazuje małe powinowactwo do receptorów β1. Jego efekt biologiczny polega na rozszerzeniu oskrzeli oraz zahamowaniu napięcia i czynności skurczowej macicy.
Podany drogą wziewną zaczyna działać po kilku minutach, efekt rozszerzający oskrzela utrzymuje się do 3–5 godzin.

## Wskazania
Wziewnieprzerywanie i zapobieganie napadów astmy oskrzelowej oraz duszności w przebiegu innych schorzeń, np. przewlekłej obturacyjnej choroby płuc. Lek powinien być stosowany doraźnie w przypadku napadów duszności, nie powinien być stosowany przewlekle.
Dożylnie lub doustnieprzerywanie skurczów ciężarnej macicy (działanie tokolityczne).

## Chiralność
Fenoterol ma dwa centra chiralności, w wyniku czego znany jest w postaci czterech stereoizomerów: R,R’, R,S’, S,R’ i S,S’. Dostępny komercyjnie lek jest mieszaniną racemiczną (R,R’)- i (S,S’)-fenoterolu, która wykazuje od dziewięciu do dwudziestu razy zwiększą aktywność niż racemat składający się z izomerów (R,S’) i (S,R’). Stereoizomery (R,R’) i (S,S’) nie są jednorodne pod względem wykazywanej aktywności biologicznej. (R,R’)-fenoterol wykazuje wielokrotnie wyższe powinowactwo do receptora β2 adrenergicznego (stała dysocjacji Kd = 457 nM) niż izomer (S,S’), dla którego wartość Kd wynosi 109 000 nM. Różnice w powinowactwie tych stereoizomerów znajdują odzwierciedlenie w testach funkcjonalnych. W teście kurczliwości kardiomiocytów (R,R’)-fenoterol skutecznie stymuluje aktywność komórek mięśnia sercowego (EC50 = 73 nM), podczas gdy izomer (S,S’) nie wykazuje mierzalnej aktywności.

## Działania niepożądane
Bóle i zawroty głowy, niepokój, pobudzenie, bezsenność, drżenia mięśniowe, rzadko bóle w klatce piersiowej, zaburzenia rytmu serca.

## Preparaty w Polsce
Nazwy handlowe preparatów dostępnych w Polsce: Berotec N100 (aerozol), Fenoterol (tabl., inj. – wycofany w 2013 r.); preparaty złożone: Berodual (aerozol, płyn do inhalacji), Berodual N (aerozol).